# Устроне-Морске (гмина)
Устроне-Морске (пол. Ustronie Morskie) — сельская гмина (волость) в Польше, входит как административная единица в Колобжегский повет, Западно-Поморское воеводство. Население — 3613 человек (на 2006 год).